# Jack Dean Kingsbury
Jack Dean Kingsbury (1934) è un biblista e teologo statunitense.

## Biografia
Kingsbury ha conseguito il Master of Divinity al Concordia Seminary St Louis a Clayton nel 1959 e ha perfezionato i suoi studi all'Università di Tubinga e poi all'Università di Basilea, dove ha conseguito il dottorato in teologia. Rientrato negli Stati Uniti, nel 1968 è stato consacrato pastore luterano e ha esercitato il ministero di assistente pastore a Minneapolis. Qualche tempo dopo ha assunto anche l'incarico di professore di Nuovo Testamento al Luther Seminary a Saint Paul.
Nel 1977 è diventato professore di Teologia biblica all'Union Presbyterial Seminary di Richmond, dove ha trascorso il resto della sua carriera accademica. Nel 2001 si è ritirato dall'insegnamento, diventando professore emerito.  Kingsbury è uno studioso dei vangeli sinottici, in particolare del Vangelo secondo Matteo. Ha pubblicato diversi libri sul Nuovo Testamento, sia come autore che come curatore editoriale.

## Opere

### Saggi
- The Parables of Jesus in Matthew 13: a study in redaction-criticism, John Knox Press, Richmond, 1969
- Matthew: Structure, Christology, Kingdom, Fortress Press, Philadelphia, 1975
- Matthew, Fortress Press, Philadelphia, 1977
- Jesus Christ in Matthew, Mark and Luke, Fortress Press, Philadelphia, 1981
- The Christology of Mark's Gospel, Fortress Press, Philadelphia, 1983
- Matthew as Story, Fortress Press, Philadelphia, 1986 (edizione italiana: Matteo. Un racconto, Queriniana, 1998)
- Conflict in Mark: Jesus, Authorities, Disciples, Fortress Press, Minneapolis, 1989
- Conflict in Luke: Jesus, Authorities, Disciples, Fortress Press, Minneapolis, 1991
- Pentecost 1: interpreting the lessons of the church year, Fortress Press, Minneapolis, 1993

### Curatele
- Gospel interpretation: narrative-critical & social-scientific approaches, Trinity Press International, Harrisburg, 1997